# Murcia-San Javier Airport
Murcia-San Javier Airport är en flygplats i Spanien.   Den ligger i provinsen Murcia och regionen Murcia, i den sydöstra delen av landet, 400 km sydost om huvudstaden Madrid. Murcia-San Javier Airport ligger 3 meter över havet.
Terrängen runt Murcia-San Javier Airport är platt. Havet är nära Murcia-San Javier Airport åt sydost. Närmaste större samhälle är San Javier, 4,1 km nordväst om Murcia-San Javier Airport. 